# Willa Carla Gerloffa w Szczecinie
Willa Gerloffa – zabytkowa willa znajdująca się przy alei Wojska Polskiego 97 w Szczecinie.
Budynek stanął na działce należącej pierwotnie do Johannesa Quistorpa, który 5 sierpnia 1873 roku przedłożył policji budowlanej projekt budowy neorenesansowej willi z asymetrycznie usytuowaną wieżą. Zamierzenie nie doczekało się jednak realizacji i 21 września 1875 roku mistrz ciesielski Carl Gerloff złożył nowy projekt, przewidujący budowę prostej, parterowej willi. Prace budowlane ruszyły w listopadzie 1875 roku. W trakcie prac pierwotna koncepcja została zmodyfikowana i obiekt został powiększony o dodatkową kondygnację. Stan surowy zamknięto 22 kwietnia 1876 roku, zaś odbiór budynku miał miejsce 28 maja tegoż roku. Po zakończeniu prac Gerloff za niewielką cenę zakupił willę i sam w niej zamieszkał. Już w 1880 roku odsprzedał ją jednak lekarzowi Emilowi Jütte. Po jego śmierci w 1906 roku w budynku mieszkała wdowa po nim, Emilia z domu von Zastrow, zaś 1 lutego 1909 roku nabył go za sumę 62 500 marek Erwin Carnuth, właściciel hurtowni śledzi. Po śmierci Carnutha w 1926 roku wdowa po nim, Else Carnuth, sprzedała willę kapitanowi żeglugi Franzowi Dreyerowi. 11 lutego 1931 roku willę zakupili prawnik Viktor Knipp z żoną Erną, którzy mieszkali w niej do końca II wojny światowej.
Utrzymana w neorenesansowych formach bryła budynku nawiązuje swoją architekturą do zaprojektowanej przez Gottfrieda Sempera Willi Rossa w Dreźnie. W fasadzie frontowej znajduje się wejście z portykiem wspartym na jońskich kolumnach, do którego prowadzą monumentalne schody. W środkowej części drugiej kondygnacji, ponad portykiem, belkowanie podtrzymywane jest przez kariatydy.
Po 1945 roku w willi urządzona została Przychodnia Zdrowia Szkół Wyższych.